# Idegranbredvecklare
Idegranbredvecklare (Ditula angustiorana) är en fjärilsart som beskrevs av Adrian Hardy Haworth 1811. Idegranbredvecklare ingår i släktet Ditula och familjen vecklare. Arten är reproducerande i Sverige. Inga underarter finns listade i Catalogue of Life.

## Bildgalleri

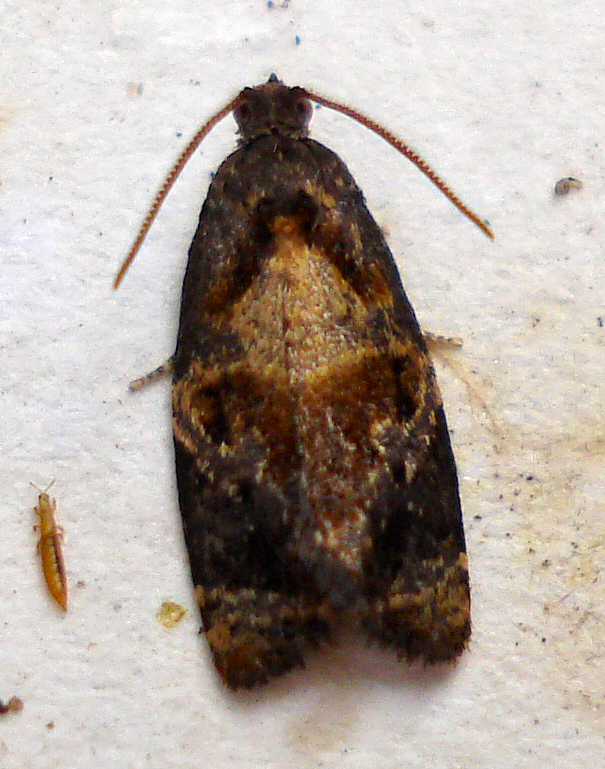